# Nakayaya
Nakayaya è una circoscrizione mista (mixed ward) della Tanzania situata nel distretto di Tunduru, Regione del Ruvuma. Conta una popolazione di 8 113 abitanti (censimento 2012).